# Kévin Monzialo
Kévin Monzialo (Pontoise, 28 juli 2000) is een Congolees voetballer met Franse roots die bij voorkeur als linksbuiten speelt. Hij verruilde in augustus 2024 het Oostenrijkse SKN Sankt Pölten voor FC Den Bosch.

## Carrière
Monialo speelde in zijn jeugdjaren voor de Franse clubs Cergy Pontoise en SM Caen. Bij die laatste club maakte hij, bij het tweede elftal, ook zijn debuut in het betaald voetbal. 
In 2018 werd hij daar opgepikt door de Italiaanse topclub Juventus. In drie seizoenen brak hij daar niet door en werd hij uitgeleend aan de Zwitserse clubs Grashopper en FC Lugano. Die laatste club nam hem begin 2021 definitief over van de Italianen. Een jaar later werd Monzialo opnieuw verhuurd. Ditmaal bij een club in buurland Oostenrijk; SKN Sankt Pölten. Een half jaar later, in de zomer van 2022 tekende hij daar een tweejarig contract. Aldaar scoorde Monzialo zijn eerste doelpunten in het betaald voetbal. 
Op 5 augustus 2024 werd bekend dat de Congolees voor twee seizoenen, met een cluboptie voor nog een jaar, heeft getekend bij FC Den Bosch. In zijn tweede week bij de club verdraaide hij zijn knie waardoor Monzialo weken zal moet toekijken. Uiteindelijk maakte hij op 22 november 2024, in de met 0-3 verloren thuiswedstrijd tegen Excelsior Rotterdam, zijn debuut voor de Bosschenaren. In de eenenzestigste minuut verving hij aanvoerder Danny Verbeek.  Vier dagen later viel Monzialo opnieuw en was hij betrokken bij een doelpunt. Uit bij Cambuur kopte hij in de eenentachtigste minuut de bal door op Byron Burgering, die vervolgens de beslissende 1-2 binnenschoof. Zijn eerste doelpunt maakte Monzialo op 13 december 2024. In de met 1-1 gelijk gespeelde thuiswedstrijd tegen Jong PSV schoot hij in de drieëntwintigste minuut, op aangeven van Byron Burgering. de 1-0 binnen. De aanvaller was drie minuten daarvoor pas ingevallen voor Hicham Acheffay. Tegen FC Emmen, op 20 december 2024, stond hij voor het eerst in de basis. In maart 2025 raakte Monzialo opnieuw geblesseerd aan de knie en was hij de rest van competitie uitgeschakeld. Op 23 mei 2025 maakte de buitenspeler zijn rentree in, wat later bleek, FC Den Bosch zijn laatste wedstrijd van de play-offs. Monzialo verving in de verlenging Sheddy Barglan. De Bosschenaren verloren in Velsen met 2-1 van Telstar.

## Interlandcarrière
Monzialo maakte deel uit van de nationale ploeg Congo. Zijn debuut maakte hij op 24 september 2022, in de met 3-3 gelijk gespeelde oefeninterland tegen Madagascar. Na negenenzestig minuten werd hij vervangen door Béni Makouana.
Als jeugdinternational speelde Monzialo in 2018 twee interlands voor Frankrijk -21.
1 Bakker ·
3 Maas ·
4 Van Grunsven ·
5 De Groot ·
6 Felida ·
7 Sillé ·
8 Monzialo ·
9 Karlsson Grach ·
10 Van Leeuwen ·
11 Verbeek  ·
15 De Vries ·
17 Semedo ·
18 Van Hedel ·
19 Kuijpers ·
20 Acheffay ·
21 Kotzebue ·
22 Fortes ·
23 Bakaľa ·
26 El Bakkali ·
27 Akmum ·
31 Bijlsma ·
33 Laros ·
36 Van de Merbel ·
40 Boumassaoudi ·
47 Barglan ·
48 Elum ·
Coach: Landvreugd
· Assistent-trainer: Van Overbeek
· Assistent-trainer: Mesaoudi
· Keeperstrainer: De Wit